# Мать Тереза Калькуттская (фильм, 2003)
«Мать Тереза Калькуттская» (англ. Mother Teresa of Calcutta) — художественный фильм о жизни знаменитой католической монахини, лауреата Нобелевской премии мира матери Терезы. Заглавную роль сыграла актриса Оливия Хасси. Картина основана на итальянском мини-сериале производства Rai 1 под названием «Мать Тереза» (итал. Madre Teresa). Режиссёром картины выступил Фабрицио Коста.
В 2007 году фильм удостоили награды CAMIE Award, отмечающей наиболее воодушевляющее и обладающее моральной ценностью кино.

## В ролях
| Актёр            | Роль                                     |
| ---------------- | ---------------------------------------- |
| Оливия Хасси     | Мать Тереза                              |
| Себастьяно Сомма | Отец Серрано (духовный наставник Терезы) |
| Ингрид Рубио     | Вирджиния / Агнес                        |
| Энзо Де Каро     | Николас                                  |
| Эмили Гамильтон  | Энн                                      |